# Walter Gericke
Walter Gericke (23 de diciembre de 1907 - 19 de octubre de 1991), fue un oficial alemán de paracaidistas en la Luftwaffe de la Alemania nazi durante la Segunda Guerra Mundial y general en la Bundeswehr de Alemania Occidental. Recibió la Cruz de la Cruz de Hierro con Hojas de Roble.
Gericke se unió a la recién creada Bundeswehr después del rearme de Alemania Occidental y como Generalmajor dirigió la 1. División de Luftlande de 1962 a 1965.

## Condecoraciones
- Cruz de Hierro (1939) de 2ª clase (10 de abril 40) y de 1ª clase (12 de mayo de 1940)
[1]
- Cruz Alemana de Oro el 12 de diciembre de 1943 como comandante en el II./Fallschirmjäger-Regiment 6[2]
- Cruz del Caballero de la Cruz de Hierro con Hojas de Roble
  - Cruz de Caballero el 14 de junio de 1941 como Hauptmann y comandante del IV./Fallschirmjäger-Sturm-Regiment[3]
  - Roble 585a Hojas el 17 de septiembre de 1944 como Mayor y comandante del regimiento de Fallschirmjäger-11

### Citas
1. ↑  Thomas 1997, p. 195.
2. ↑  Patzwall & Scherzer 2001, p. 135.
3. ↑  Scherzer 2007, p. 332.